# Helmuth Jacobsohn
Helmuth Jacobsohn (* 8. Mai 1906 in München; † 21. September 1994) war ein deutscher Ägyptologe. Er war ab 1964 Professor für Ägyptologie und Allgemeine Religionswissenschaft.

## Leben
Helmuth Jacobson, Sohn des Professors Hermann Jacobsohn, und dessen Ehefrau, eine geborene Flemming, besuchte von 1915 bis 1925 das Gymnasium Philippinum in Marburg. Anschließend studierte er Geschichte, Klassische Philologie (bzw. Archäologie) und Ägyptologie in München, Heidelberg, Berlin und schließlich wieder München, wo er am 23. Juni 1939 zum Dr. phil. promoviert wurde. 
Mit Beginn des Zweiten Weltkriegs wurde Jacobson zum Kriegsdienst eingezogen, aber bald wieder entlassen. Von den Nationalsozialisten als „Halbjude“ eingestuft, hatte er Schwierigkeiten, eine Arbeit zu finden, wurde dann aber von dem Kunsthistoriker Richard Hamann 1941 als Mitarbeiter nach Marburg geholt. Er unterstützte Hamann bei dessen Publikation Ägyptische Kunst (1944), welcher wiederum bei behördlichen Nachfragen angab, nicht auf Jacobsohns Bearbeitung ägyptischer Texte verzichten zu können. Von 1943 bis 1945 war Jacobsohn als wissenschaftliche Hilfskraft in der Fotoabteilung des Kunstgeschichtlichen Seminars Marburg tätig. Anfang 1945 wurde er schließlich doch noch in einem Zwangsarbeitslager bei Kassel interniert, wo er bis zum Kriegsende verblieb.
Im Jahr 1945 heiratete er Erika Bühler. Von 1945 bis 1949 war Jacobsohn ein Stipendiat des Forschungsinstituts für Kunstgeschichte und erhielt danach einen Forschungsauftrag im Bereich Ägyptologie. 1951 wurde ihm in Marburg die Venia legendi für Allgemeine Religionsgeschichte verliehen, welche 1955 auf Ägyptologie erweitert wurde. Er lehrte ab 1951 als Privatdozent am C. G. Jung-Institut Zürich. Später erhielt er in Marburg verschiedene Lehraufträge und war Verwalter einer Diätendozentur. 1958 wurde er zum Wissenschaftlichen Rat und 1964 zum außerplanmäßigen Professor an der Universität Marburg ernannt. 1971 folgte seine Emeritierung.

## Schriften (Auswahl)
- Die dogmatische Stellung des Königs in der Theologie der alten Ägypter. Glückstadt 1939, OCLC 468030134.
- Die Bewusstwerdung des Menschen in der ägyptischen Religion. Hildesheim 1951, OCLC 643865870.
- mit Marie-Louise von Franz und Siegmund Hurwitz: Zeitlose Dokumente der Seele. Zürich 1952, OCLC 912090099.
- Herrmann Jungraithmayr als Herausgeber: Helmuth Jacobsohn: Gesammelte Schriften. Hildesheim 1992, ISBN 3-487-09564-5.